# 武基切维奇
武基切维奇是南斯拉夫姓氏。著名人物包括：
- 安特·武基切维奇，克罗地亚水球运动员
- 韦利米尔·武基切维奇，南斯拉夫塞尔维亚族政治人物、南斯拉夫总理
- 布兰科·武基切维奇，塞尔维亚篮球运动员

|  | 本页或本分段罗列了姓氏为「武基切维奇」的人物。 如果是一个指代特定个人的内链将您引导到本页，請考慮修正該人物的名字以將链接指向正確的條目。 |